# Rezerwat przyrody Bobruczek
Rezerwat przyrody Bobruczek – rezerwat przyrody położony na terenie gminy Puńsk w województwie podlaskim.
Stworzony dla ochrony: bobra, obejmuje niewielkie jezioro Bobruczek.
Rezerwat przyrody Bobruczek został objęty ochroną ścisłą na podstawie zarządzenia Ministra Leśnictwa i Przemysłu Drzewnego z dnia 12 grudnia 1961 roku w sprawie uznania za rezerwat przyrody (Monitor Polski z 1962 roku Nr 13, poz. 53). Rezerwat, zgodnie z zapisem zawartym w zarządzeniu, obejmuje niewielkie jeziorko Bobruczek (na mapach i w ewidencjach używana jest nazwa Berucie lub Berucia) o powierzchni 0,90 ha.
Jezioro położone jest około 150 m na południowy zachód od drogi Szypliszki-Smolany i ok. 500 m na południowy wschód od linii kolejowej Suwałki-Trakiszki.

## Walory przyrodnicze
Zwierciadło wody leży na wysokości 148 m n.p.m. Od lat obserwuje się procesy wypłycania i zarastania zbiornika. Trudne jest w tym przypadku określenie tempa omawianych procesów ze względu na brak danych z poprzednich lat.
Występują tu gatunki podlegające ochronie całkowitej, 2 gatunki z rodziny Orchidaceae: kruszczyk błotny (Epipactis palustris) i kukułka szerokolistna (Dactylorhiza majalis) oraz 2 gatunki z rodziny Nymphaceae: grążel żółty (Nuphar luteum) i grzybienie białe (Nymphaea alba); oraz podlegająca ochronie częściowej kruszyna pospolita (Frangula alnus).
Spotkać tu można objęte ochroną gatunkową, ssaki: jeża wschodniego, kreta, bobra europejskiego i wydrę, wiele gatunków płazów, gady oraz większość ptaków.